# Johannes von Valkenburg

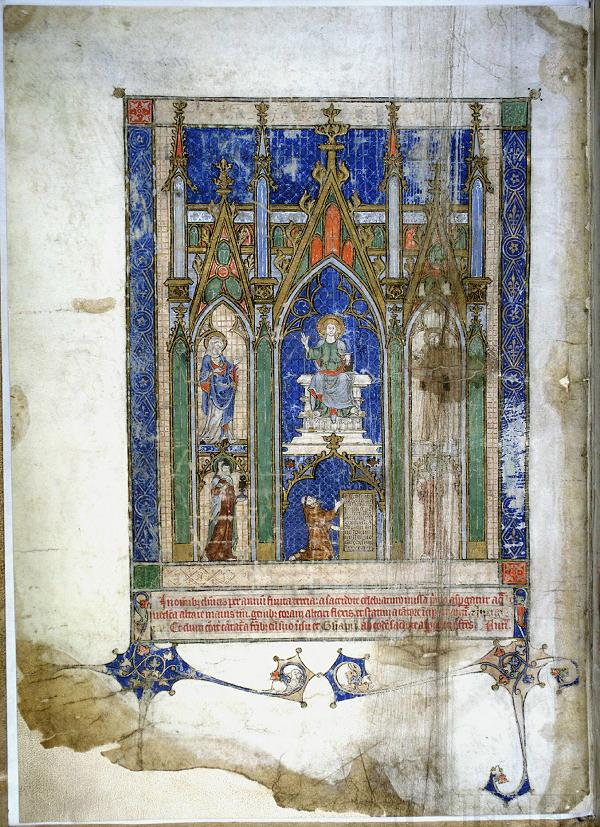
Graduel de Cologne : dédicace

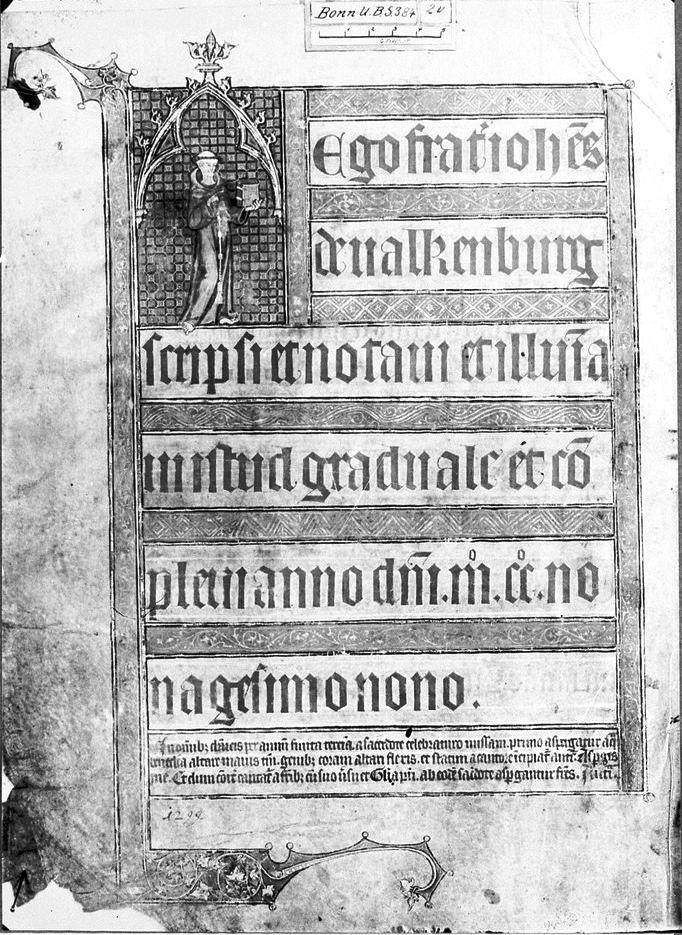
Graduel de Bonn : dédicace

Johannes von Valkenburg est un moine franciscain des frères mineurs conventuels de Cologne, calligraphe et enlumineur, auteur d'un graduel terminé en 1299. Johannes von Valkenburg en a réalisé deux exemplaires, l'un conservé à la bibliothèque archiépiscopale de Cologne (Erzbischöfliche Diözesan- und Dombibliothek Köln (de)), l’autre à la bbibliothèque universitaire et d'État de Bonn.

## Auteur
Johannes von Valkenburg est probablement originaire de Fauquemont, nom français de Valkenburg, situé dans le sud de la province de Limbourg. Il n'est connu que pour avoir écrit, décoré et enluminé ces deux graduels des Franciscains de Cologne, l'un à Cologne, l'autre à Bonn,,,. Sur la page de titre de chaque manuscrit figure son portrait, son nom et l'affirmation qu'il en est l'auteur.

## Style

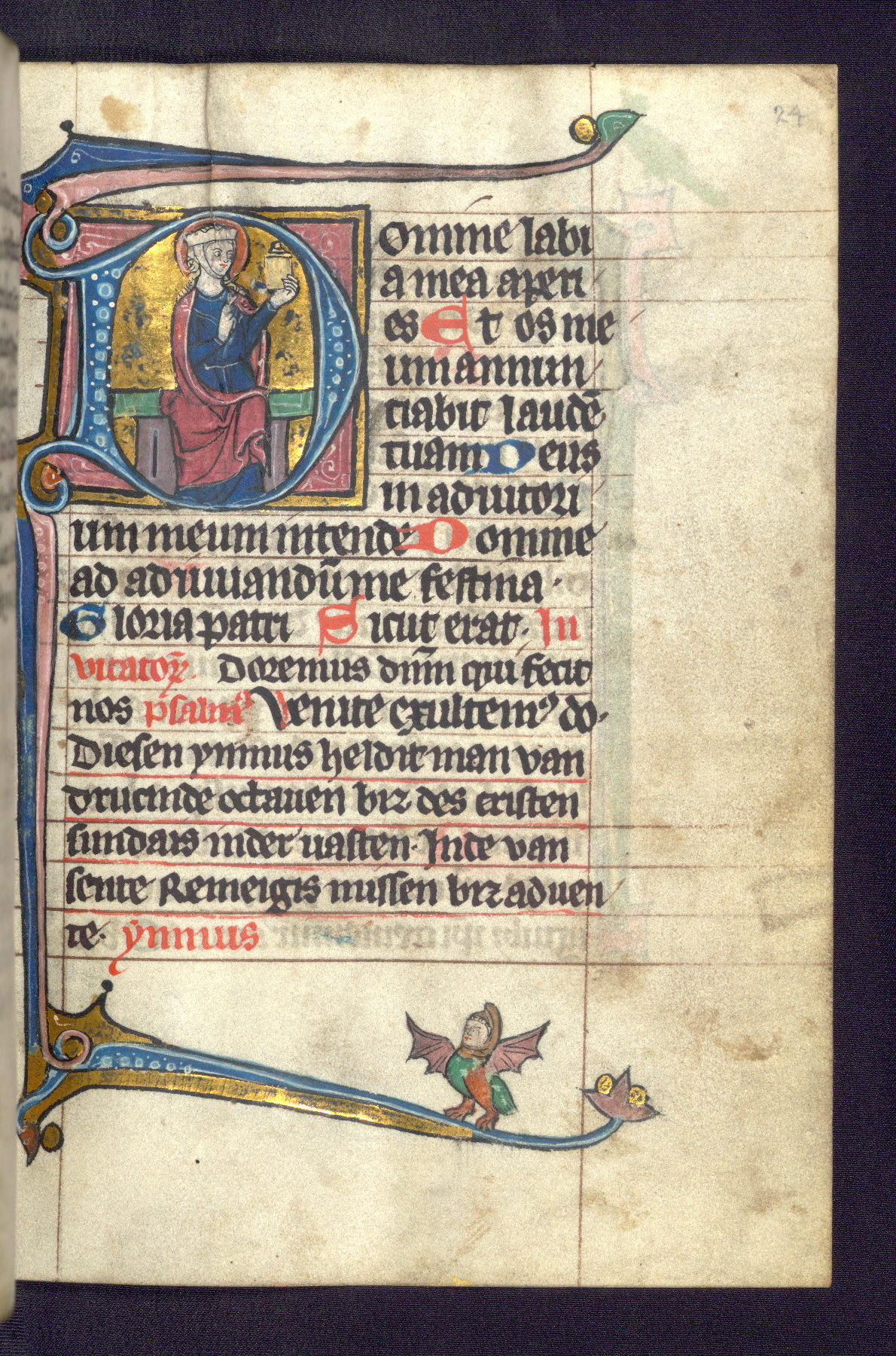
Psautier franciscain, fin XIIIe siècle, Manuscrit W111, folio 24r.

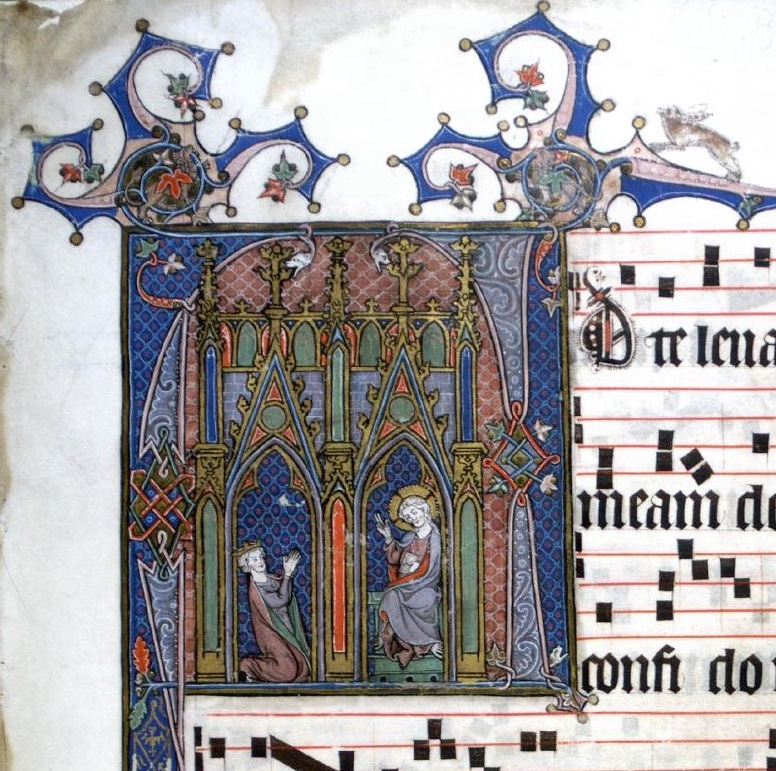
3r David et le Christ.

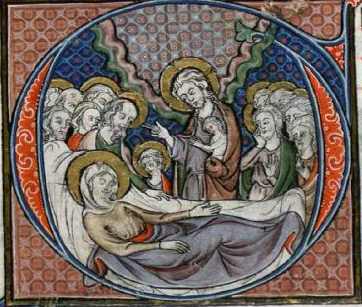
225v. Mort de Marie (détail).

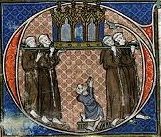
232v. Guérison miraculeuse (détail).

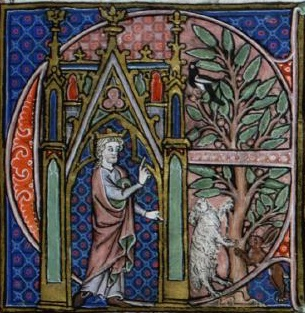
236r. David et Olivier (détail).

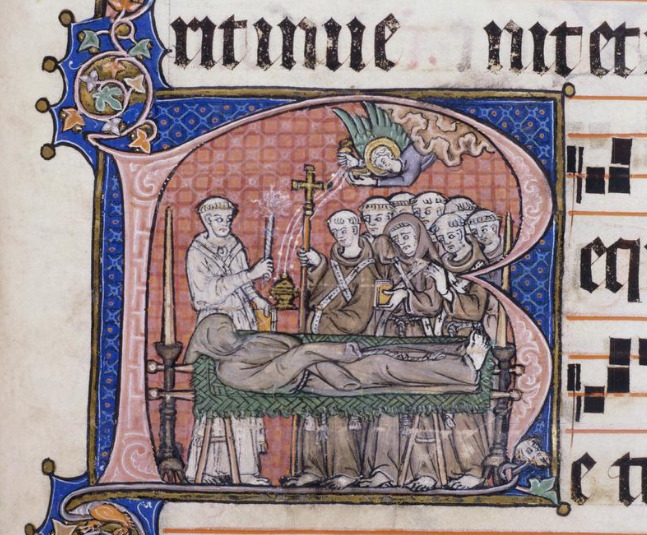
292r. Mise en bière (détail).

Les deux manuscrits sont terminés et datés de 1299. Ils ont très probablement été créés pour servir dans un monastère franciscain. À l'époque de leur réalisation, la province de Cologne de l’ordre des Franciscains comportait un nombre important de couvents brabançons, parmi lesquels aussi un monastère à Maastricht. 
Les graduels contiennent chacun 22 miniatures, pages de titre comprises. À l'exception d'une d'entre elles, les enluminures sont d'une même main. Les deux œuvres sont d'un grand raffinement, même si le graduel de Cologne est mieux décoré que celui de Bonn. Caractéristiques pour le style de Johannes sont des petites figures souples qui se détachent sur un fond doré ornementé comme une tapisserie, des plis profonds et arrondis dans les drapés, et des couleurs brillantes comme émaillées. Ces deux manuscrits sont particulièrement importants dans la mesure où ils sont les premiers d'une série de grands livres liturgiques dans un style caractéristique pour les ateliers colonais de la première moitié du XIVe siècle. Johannes von Valkenburg a développé son propre style probablement à partir du style mosan d'une série de manuscrits de Cologne antérieurs (comme les manuscrits MS 41 et 111 maintenant au Walters Art Museum de Baltimore, datant de 1280 environ), aussi réalisés pour l'usage des Franciscains et qui, à leur tour, ont été influencés par des manuscrits mosellans contemporains. Il a également inclus des peintures sur vitraux contemporains de Cologne.
Pour la décoration des manuels liturgiques, Valkenburg développe un système homogène, appliqué de manière conséquente. Dans ses motifs, on reconnaît les modèles parisiens du milieu du XIIIe siècle transmis à travers l'enluminure mosellane. Il privilégie un groupement radial de branchages anguleux qui embrassent le texte et qui comporte des drôleries et toutes sortes d'oiseaux, animaux ou personnages. Il applique des petites boules dorées engrêlées aux extrémités de ses ramifications. Ces petites terminaisons engrêlées sont peut-être dérivées de modèles héraldiques. Une œuvre qui pourrait être un modèle directement en rapport avec les graduels est le psautier de Reuschenberg, réalisé dans le diocèse de Liège, (collection privée) et peut-être aussi un psautier enluminé par un peintre liégeois (conservé à la Erzbischöfliche Dombibliothek sous la cote Dom Hs. 260) qui montre aussi une prédilection pour les motifs engrêlés,,,
Les initiales historiées sont fréquemment couronnées de gables à étages de forme triangulaire, ajourés et ornés. Les vitraux de l'église dominicaine de la Sainte-Croix, réalisés après 1280 et aujourd'hui présents dans la chapelle Saint-Michel et la nouvelle sacristie de la cathédrale de Cologne, montrent des similarités frappantes avec les miniatures du manuscrit. On y trouve notamment la première présence, dans la peinture sur vitraux colonaise, du modèle du tabernacle contenant des personnages debout, si caractéristique des miniatures du graduel. Les initiales historiées semblent également incorporer des motifs architecturaux de la période de construction due la cathédrale dirigée par Maître Arnold.  Dans cette actualisation des encadrements des miniatures, Johannes von Valkenburg suit des tendances comparables de l'enluminure  parisienne de XIIIe siècle, et notamment du groupe de la Sainte-Chapelle notamment des évangéliaires de la Sainte-Chapelle, où les encadrements des miniatures rappellent les décorations du transept Nord de Notre-Dame. Ainsi, le travail d'enluminure de Johannes von Valkenburg représente une synthèse du style français-mosan et des influences stylistiques présentes localement.  

## Graduel de Cologne

### Graduel
Le graduel de Cologne, cote 1001b de la bibliothèque archiépiscopale  (appelé « Valkenburg-Graduale ») est composé de 321 feuilles sur parchemin, de grande taille 44,5 × 31 cm.  D'après le compte-rendu du restaurateur Johannes Sievers, annexé au manuscrit, le manuscrit était en très mauvais état.
La miniature pleine page de la page de dédicace  (folio 1v) montre le moine franciscain Johannes von Valkenburg à genoux dans un portail d'architecture gothique, flanqué des saints Claire et Bonaventure; au-dessus le Christ trônant avec, à ses côtés, Marie et saint François d'Assise. Johannes montre d'une main un panneau contenant une inscription qui le désigne comme l'écrivain des paroles et des notes des chants, ainsi que comme enlumineur du manuscrit, et indique 1299 comme l'année d'achèvement : « Ego frater Johannes de Valkenburg scripsi et notavi et illuminavi istud graduale et complevi anno Domini millesimo ducentesimo LXXXX nono »,. 

### Initiales historiées

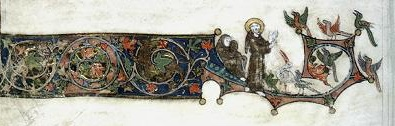
232v Bas de page avec François d'Assise.

Les bordures avec drôleries, et scènes animales naturalistes, végétales ou toutes sortes d'oiseaux, animaux ou personnages zoomorphes sont très fréquentes. On trouve notamment le thème fréquent déjà dans les enluminures parisiennes, des chiens de chasse poursuivant des lapins, des dragons ailés, enroulés autour de branches ou cachés dans des bourgeons, et le thème du chasseur tirant une flèche en direction d'un animal qui se trouve à belle distance, à moitié de feuille. Les enluminures des initiales ne couvrent, selon le mode en vogue à Paris, qu'un tiers de la largeur d'un page, mais elles sont déjà en général entourées de cadres carrés. Les fonds sont décorés de motifs tapissés, et la feuille d'or est souvent délaissée au profit de couleurs plus vives, le minium, bleu, vert, violet, gris, beige, blanc. Les thèmes des initiales sont :
- 3r : David à genoux devant Dieu
- 20r : Nativité
- 27v : Épiphanie
- 144r : Résurrection
- 161r : Ascension
- 165r : Pentecôte
- 198r : Saint André
- 203r : Présentation au Temple
- 210v : Annonciation
- 215v : Antoine de Padoue
- 217v : Jean-Baptiste
- 220v : Pierre et Paul
- 224r : Martyre de saint Laurent
- 225v : Mort de Marie
- 227r : Naissance de Marie
- 230r : Archange Michel
- 232v : Guérison d’un invalide
- 234r : Couronnement de Marie
- 236r : David devant l’olivier
- 290r : Bénédiction d'église
- 292 : Agenda defunctorum (mise en bière)

Graduel de Cologne
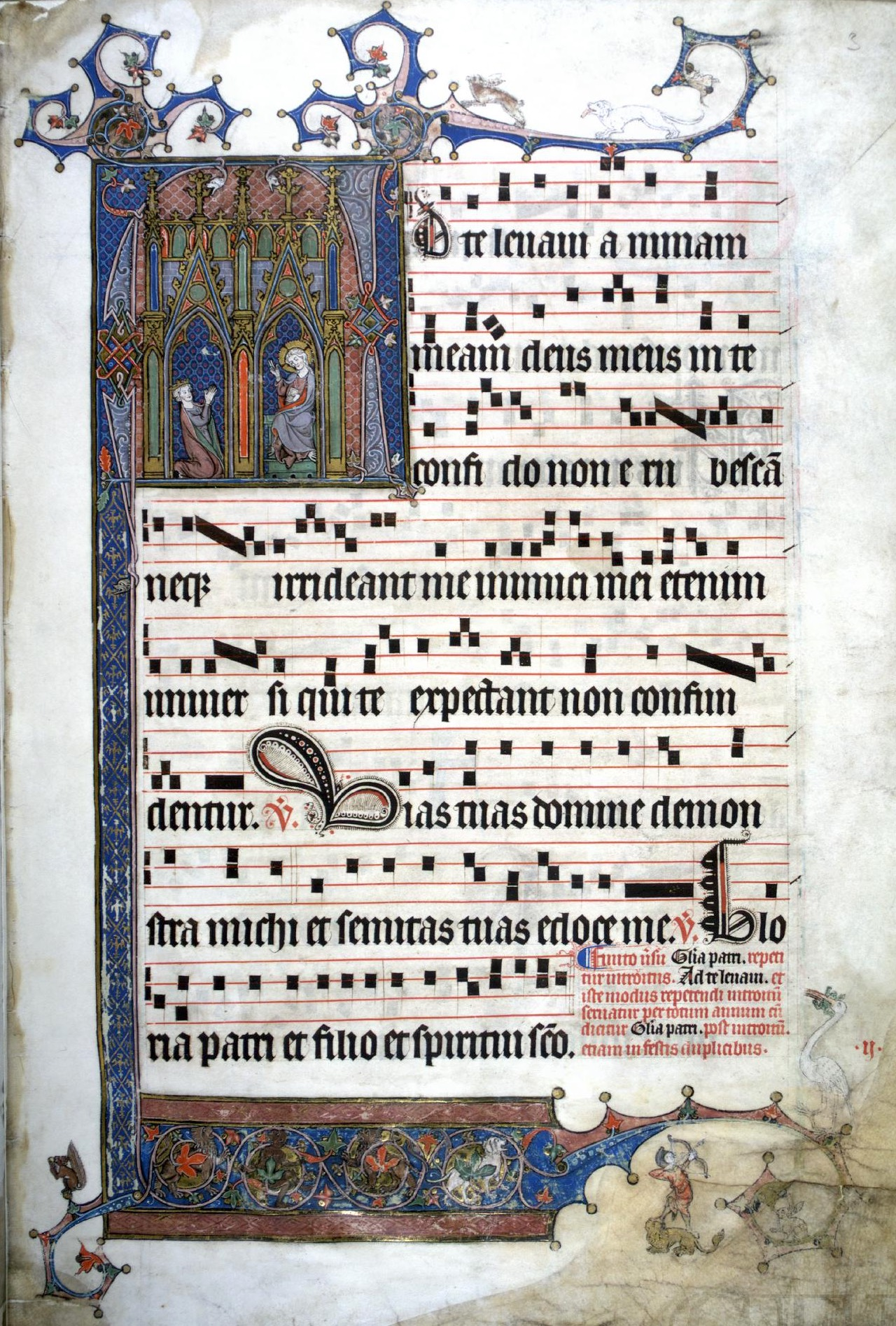
3r. David et le Christ
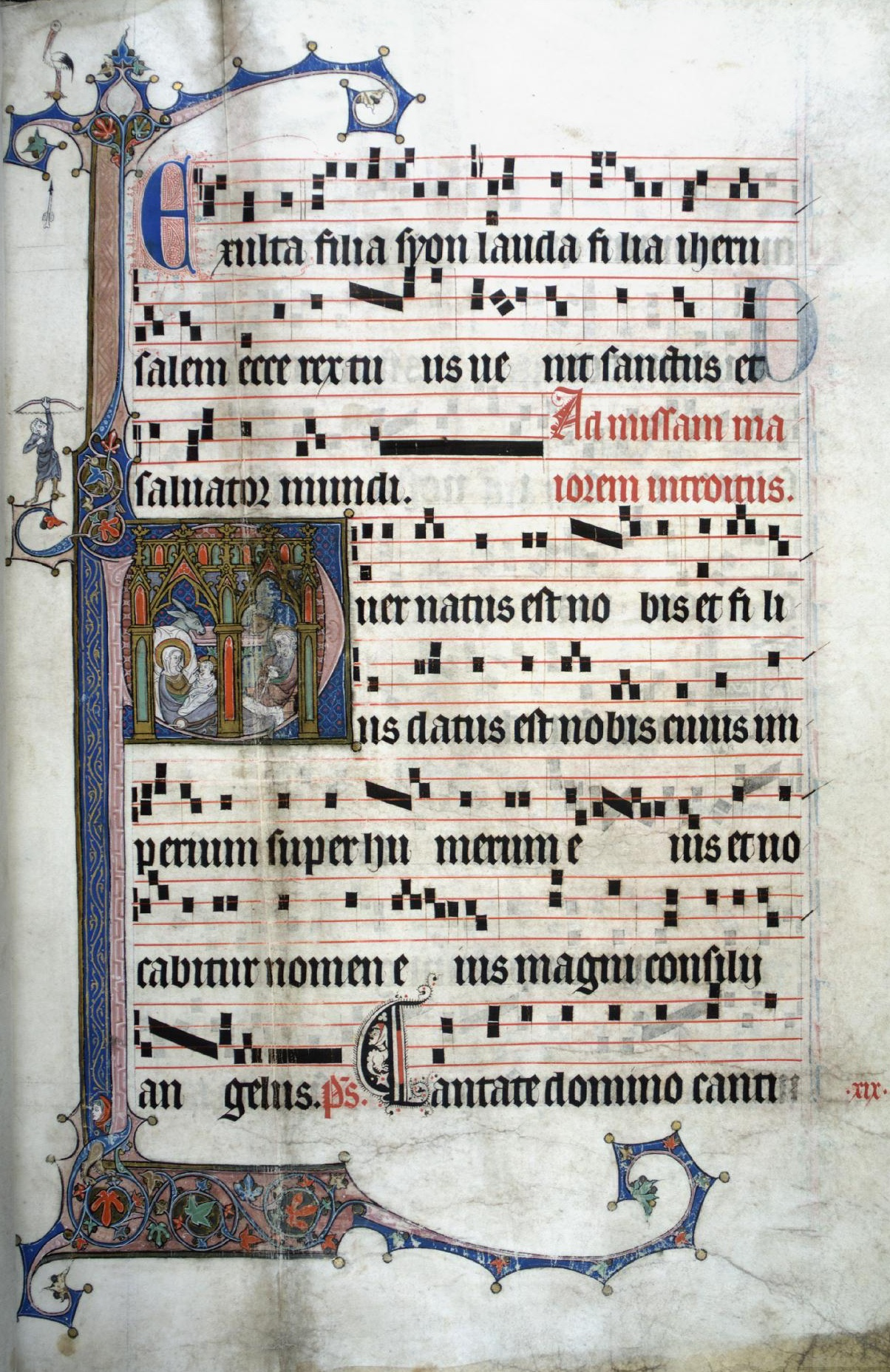
20r. Nativité
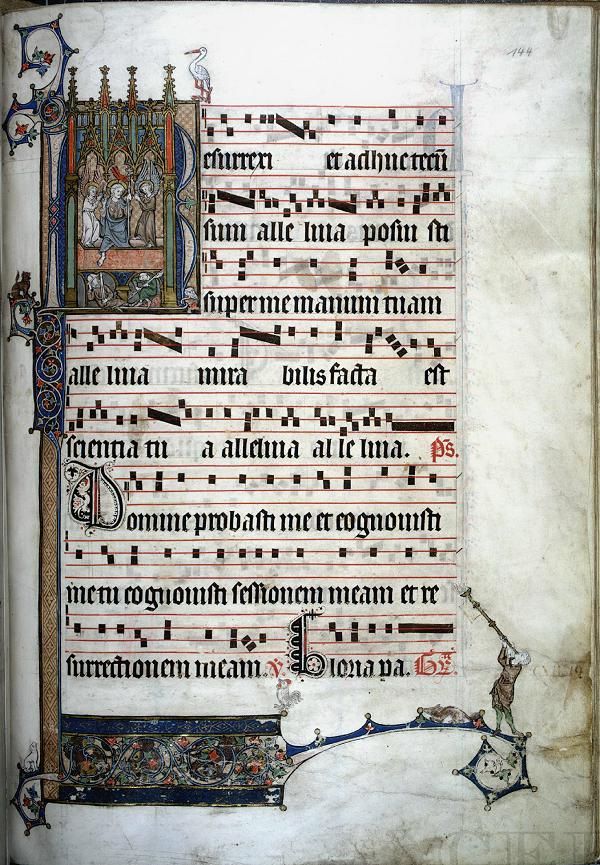
144. Résurrection
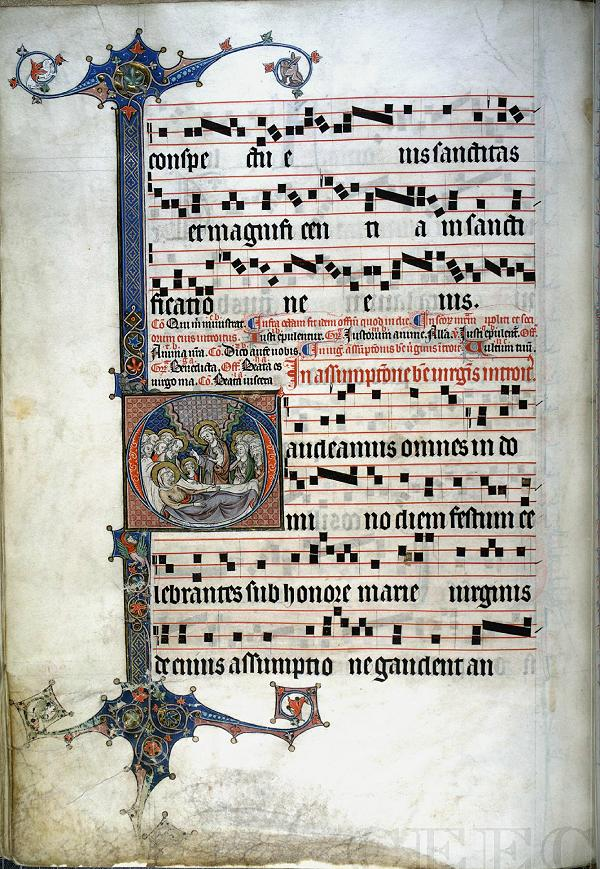
225v. Mort de Marie

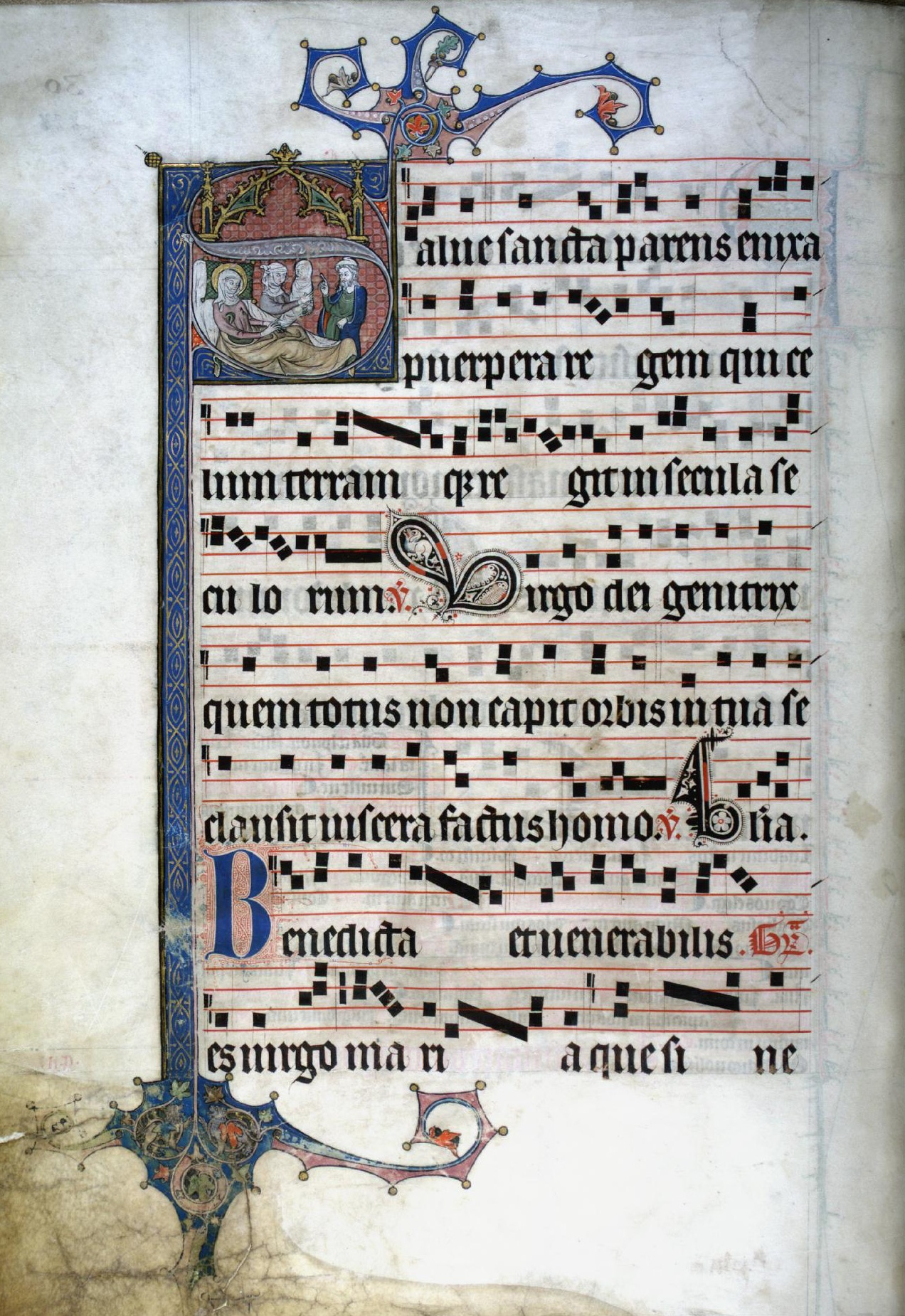
227r. Naissance de Marie
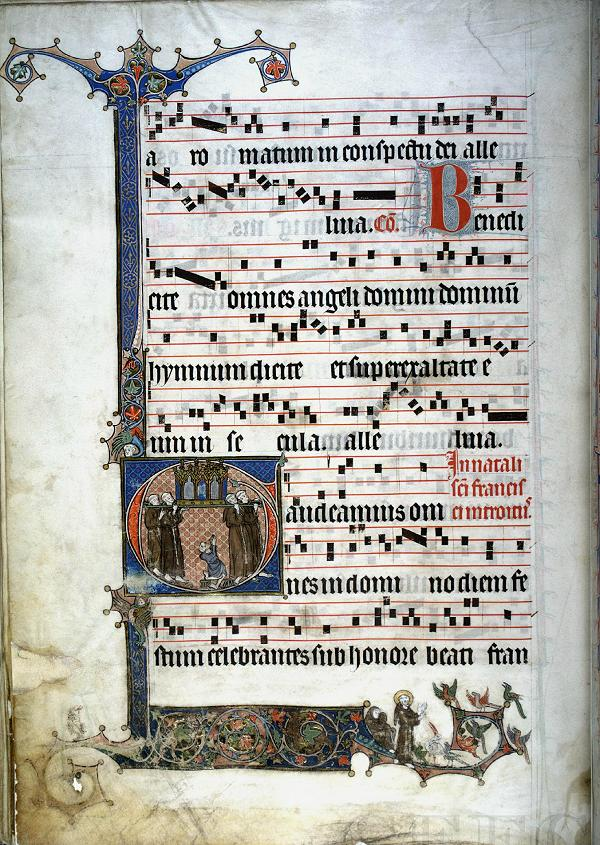
232v Guérison miraculeuse
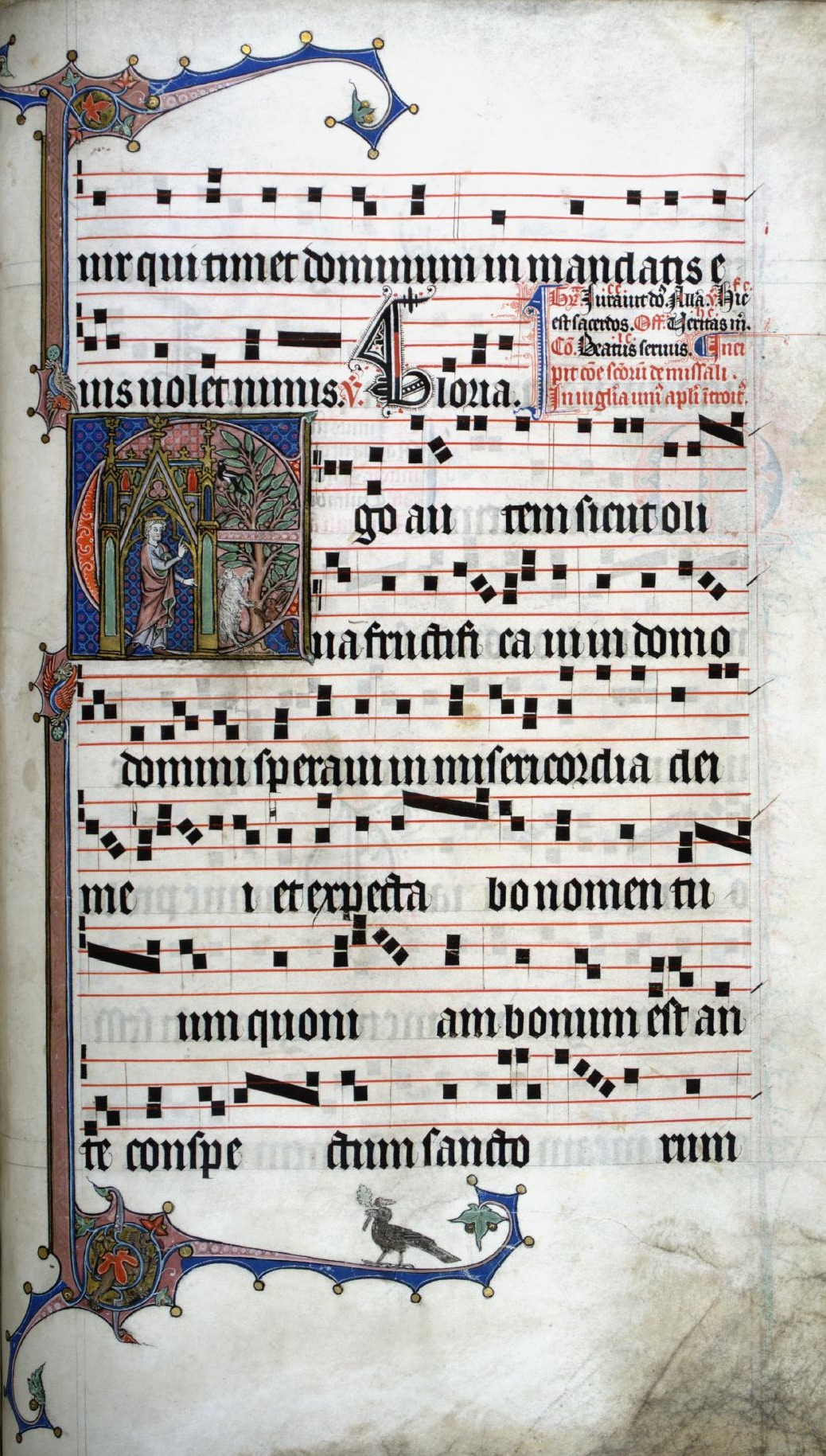
236r David et l'olivier
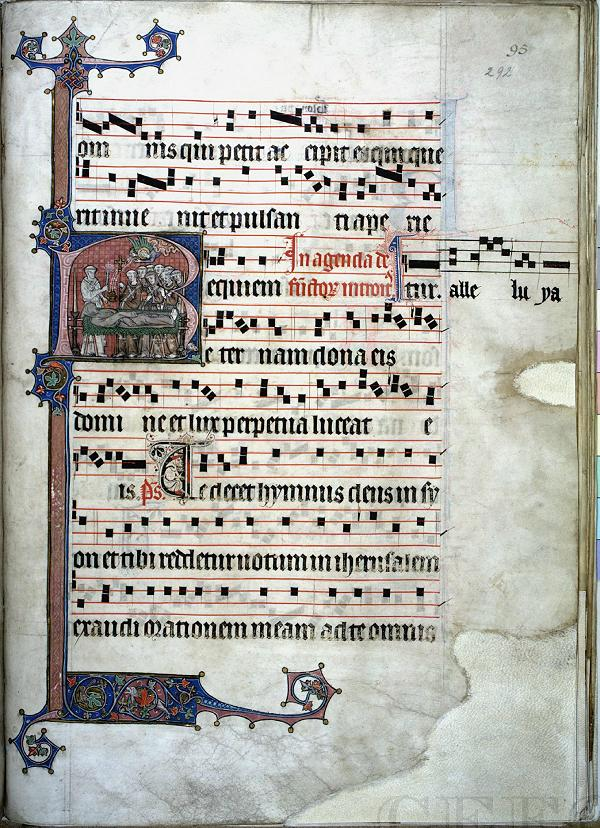
292r. Mise en bière

## Graduel de Bonn

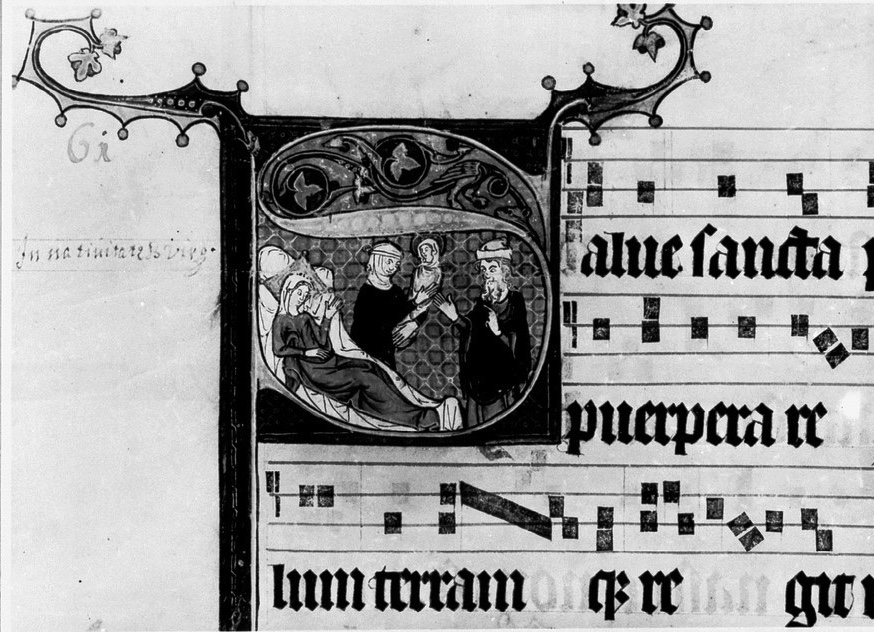
Graduel de Bonn : Naissance de Marie.

La même année, Valkenburg créé un autre graduel, également doté d'une inscription, qui est aujourd'hui conservée à la bibliothèque universitaire et d'État de Bonn, sous la cote S 384,  et qui y figure sous le titre « Graduale des Johannes von Valkenburg ». Il est composé de 316 folios de parchemin, de grande taille 41,5 × 29 cm.
Le texte identique est ici accompagné de miniatures  qui diffèrent en de rares endroits des illustrations iconographiques de Cologne. Le choix des décorations des miniatures indique une utilisation des deux manuscrits dans un monastère franciscain. Ainsi, l'initiale historiée « G » du Gaudeamus omnes du folio 232v montre la scène iconographique assez rare de la guérison miraculeuse d'une handicapée lors de la translation des ossements de saint François, probablement inspirée par la première Vita de saint François, rédigée par Thomas de Celano (vers 1190-1260).

Graduel de Bonn
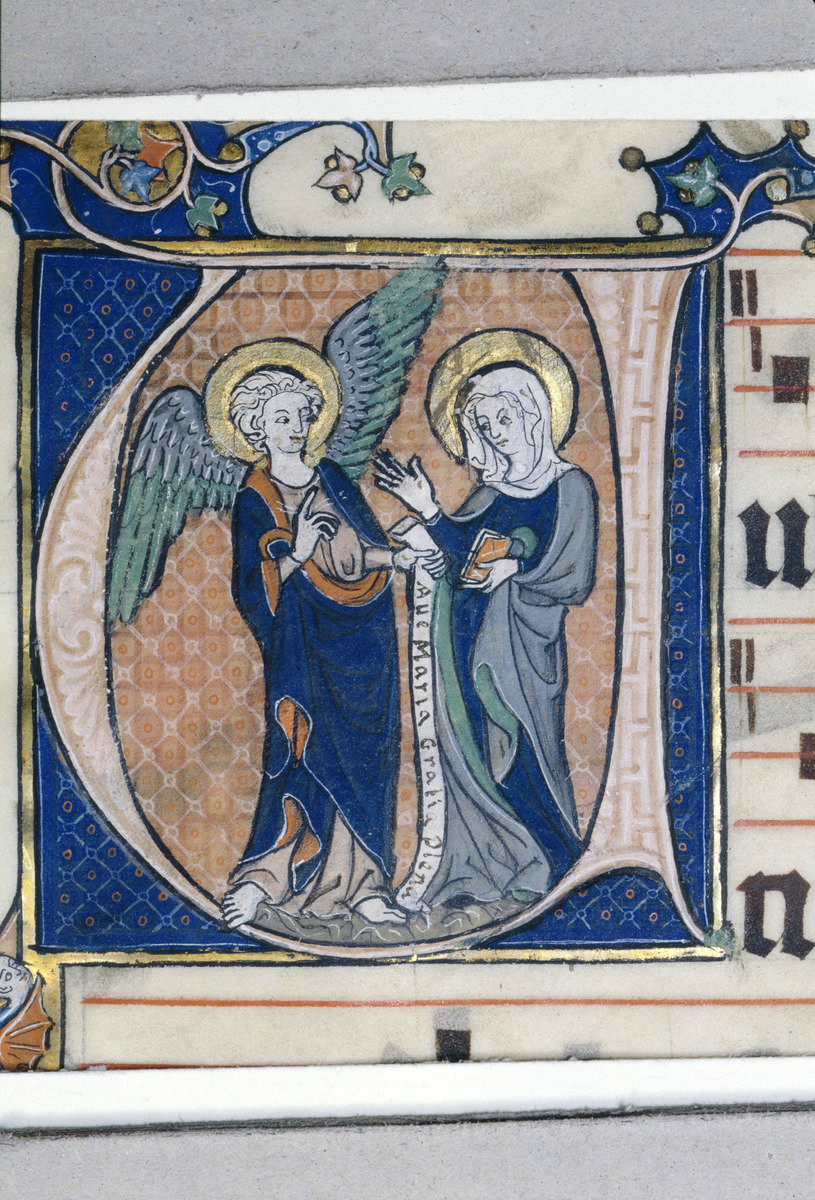
Annonciation
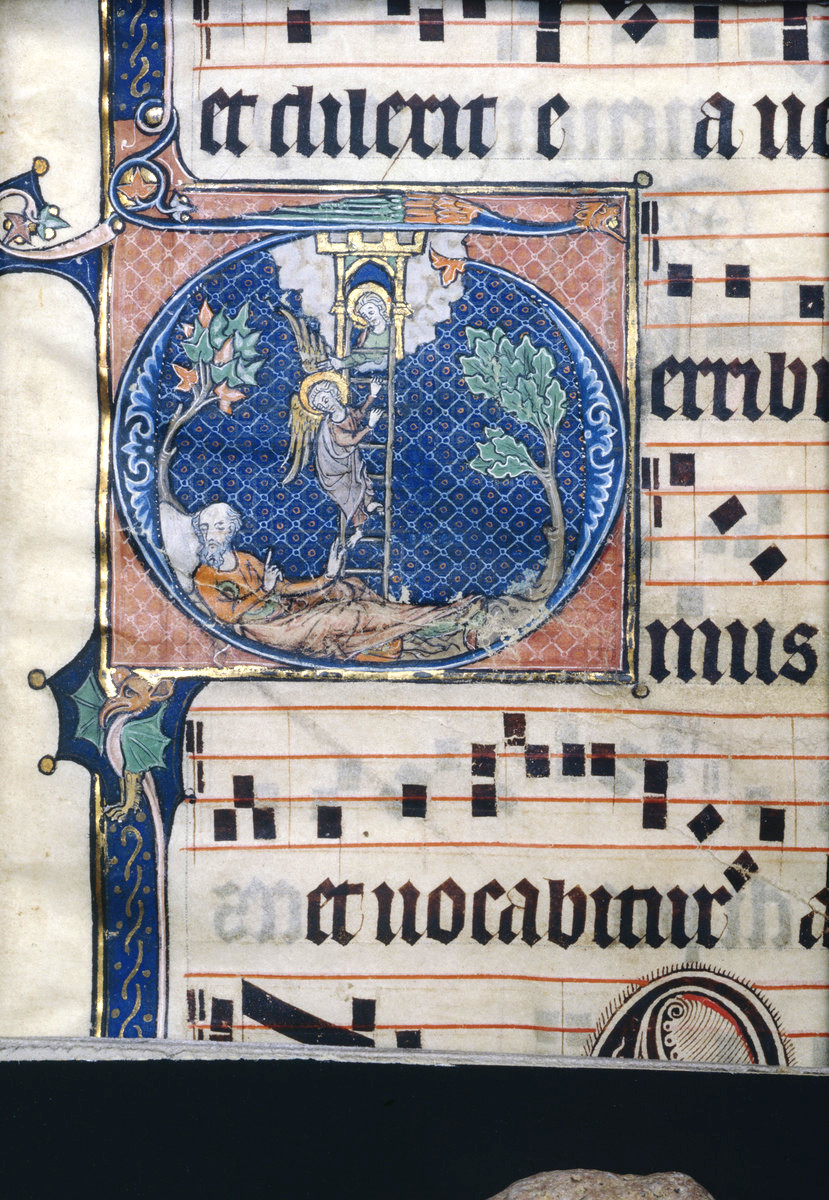
Échelle de Jacob
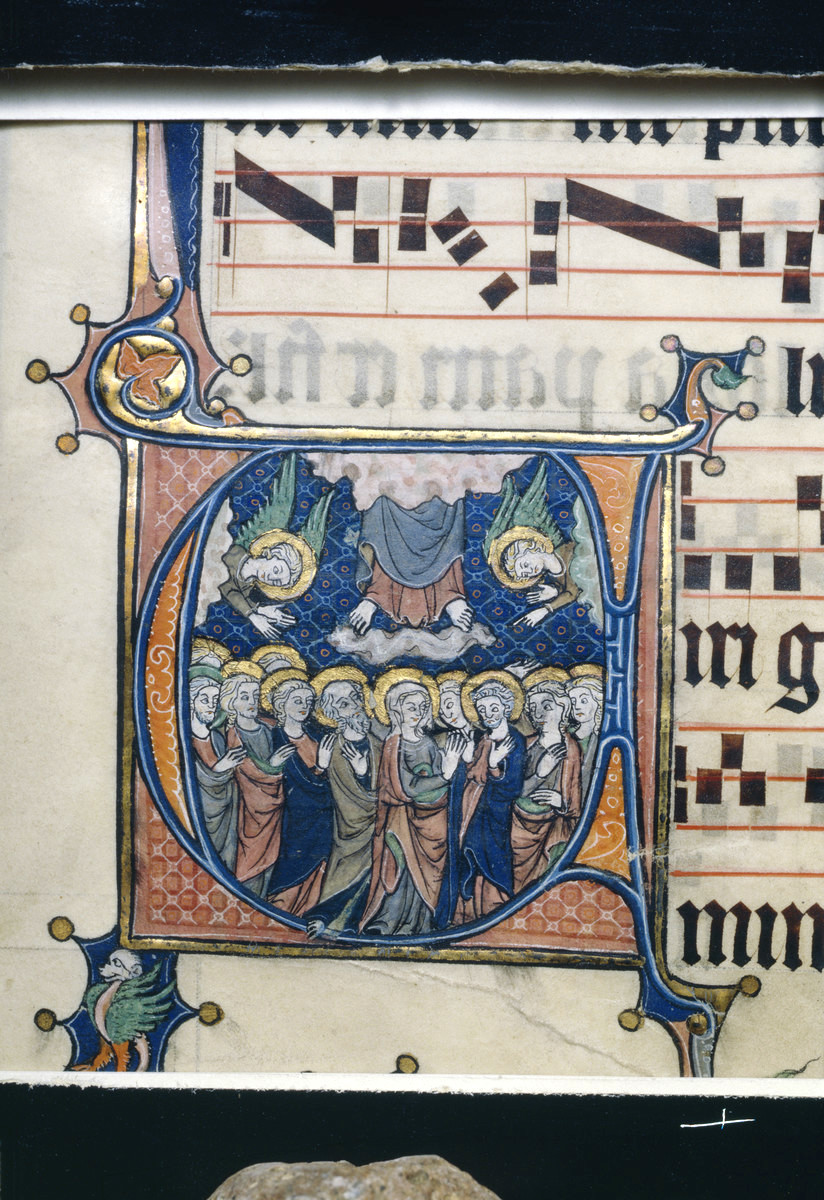
Ascension

## Autres enluminures
Quelques feuillets épars sont attribués à l'entourage ou à des successeurs de Valkenburg :
- Un Couronnement de la Vierge à la National Gallery of Art
- Une Ascension de saint Dominique à l'Art Institute of Chicago.

## Article lié
- Enluminure gothique